# Sunshine Tour
Il Sunshine Tour è un tour professionistico di golf maschile che ha la propria base in Sudafrica. Per la maggior parte della sua storia è stato conosciuto anche con il nome di South African Tour o FNB Tour, ma l'organizzazione ha deciso di cambiare il proprio marchio per cercare di attirare maggior interesse. La grande maggioranza dei tornei del tour si disputa in Sudafrica.
Il tour è uno dei sei grandi tour che costituiscono la Federazione Internazionale dei PGA Tour, ma offre ai partecipanti un montepremi inferiore a quello dei tour più importanti, così i migliori giocatori sudafricani preferiscono sempre, se riescono ad essere ammessi, disputare il PGA Tour o l'European Tour, limitandosi a tornare in Sudafrica per giocare un torneo del Sunshine Tour un paio di volte l'anno.
I tre tornei più importanti del tour, il South African Open, l'Alfred Dunhill Championship e il Joburg Open sono co-organizzati con l'European Tour, in modo da attrarre un campo partecipanti più qualificato. Ogni stagione viene disputata a cavallo di due anni solari e si conclude con le finali del tour a fine febbraio.
Ogni mese si gioca almeno un torneo, tranne a luglio, ma i più importanti si svolgono durante l'estate sudafricana, ovvero da novembre a febbraio.
La partecipazione al tour è stata aperta anche ai giocatori non di razza bianca a partire dal 1991 I primi tre giocatori neri ad imporsi in un torneo furono John Mashego al Bushveld Classic 1991, Lindani Ndwandwe al Western Cape Classic 2001 e Tongoona Charamba al SAA Pro-Am Invitational 2006
Il più ricco torneo che si disputi in Sudafrica è il Nedbank Golf Challenge che non fa parte del programma ufficiale del Sunshine Tour.

## Calendario
Il tour si compone di due parti distinte, comunemente chiamate "Summer Swing" e "Winter Swing".I tornei che si tengono durante il Summer Swing di solito hanno un montepremi più elevato, attraggono un campo partenti più qualificato e sono i soli del tour che assegnano punti validi per l'Official World Golf Rankings. Il Winter Swing si gioca da marzo a novembre, inizia con il Mount Edgecombe Trophy e si chiude con il Coca-Cola Charity Championship, ospitato da Gary Player

## Vincitori dell'Ordine di Merito
Sotto sono elencati i vincitori dell'Ordine di Merito. Per essere classificati i giocatori devono aver partecipato ad un numero minimo di tornei del tour. Dal momento che i tornei più ricchi (quelli co-organizzati con l'European Tour tendono ad essere vinti da giocatori che non disputano un numero di tornei sufficienti ad entrare in classifica, negli ultimi anni il vincitore dell'ordine di merito spesso non è stato il giocatore che in realtà ha vinto più premi nei tornei organizzati dal Sunshine Tour.
| Stagione  | Giocatore               | Paese     | Guadagni (R)             |
| --------- | ----------------------- | --------- | ------------------------ |
| 2021-22   | Shaun Norris            | Sudafrica | 4,890,994                |
| 2020-21   | Christiaan Bezuidenhout | Sudafrica | 7,789,088                |
| 2019-20   | J. C. Ritchie           | Sudafrica | 2,162,387                |
| 2018-19   | Zander Lombard          | Sudafrica | 2,119,984                |
| 2017-18   | George Coetzee (2)      | Sudafrica | 2,937,226                |
| 2016-17   | Brandon Stone           | Sudafrica | 7,384,889                |
| 2015      | George Coetzee          | Sudafrica | 5,470,684                |
| 2014      | Thomas Aiken            | Sudafrica | 4,057,642                |
| 2013      | Dawie van der Walt      | Sudafrica | 5,094,333                |
| 2012      | Branden Grace           | Sudafrica | 2,760,319                |
| 2011      | Garth Mulroy            | Sudafrica | 3,464,463                |
| 2010      | Charl Schwartzel (4)    | Sudafrica | 5,097,914                |
| 2009      | Anders Hansen           | Danimarca | 4,286,038                |
| 2008      | Richard Sterne          | Sudafrica | 5,599,264                |
| 2007      | James Kingston          | Sudafrica | 1,980,688                |
| 2006-07   | Charl Schwartzel (3)    | Sudafrica | 1,585,117                |
| 2005-06   | Charl Schwartzel (2)    | Sudafrica | 1,207,459                |
| 2004-05   | Charl Schwartzel        | Sudafrica | 1,635,850                |
| 2003-04   | Darren Fichardt (2)     | Sudafrica | 726,544                  |
| 2002-03   | Trevor Immelman         | Sudafrica | 2,044,279                |
| 2001-02   | Tim Clark               | Sudafrica | 1,669,900                |
| 2000-01   | Mark McNulty (9)        | Zimbabwe  | 1,603,481                |
| 1999-2000 | Darren Fichardt         | Sudafrica | 558,735                  |
| 1998-99   | David Frost             | Sudafrica | 1,189,762                |
| 1997-98   | Mark McNulty (8)        | Zimbabwe  | 589,052                  |
| 1996-97   | Mark McNulty (7)        | Zimbabwe  | 556,226                  |
| 1995-96   | Wayne Westner           | Sudafrica | 709,388                  |
| 1994-95   | Ernie Els (2)           | Sudafrica | 460,488                  |
| 1993-94   | Tony Johnstone (2)      | Zimbabwe  | 297,358                  |
| 1992-93   | Mark McNulty (6)        | Zimbabwe  | 250,079                  |
| 1991-92   | Ernie Els               | Sudafrica | 324,017                  |
| 1990-91   | John Bland (4)          | Sudafrica | 333,625                  |
| 1989-90   | John Bland (3)          | Sudafrica | 180,892                  |
| 1988-89   | Tony Johnstone          | Zimbabwe  | 254,950                  |
| 1987-88   | John Bland (2)          | Sudafrica | 143,690                  |
| 1986-87   | Mark McNulty (5)        | Zimbabwe  | 134,690                  |
| 1985-86   | Mark McNulty (4)        | Zimbabwe  | 113,526                  |
| 1984-85   | Mark McNulty (3)        | Zimbabwe  | 57,750                   |
| 1983-84   | Gavan Levenson          | Sudafrica | 43,940                   |
| 1982-83   | Nick Price              | Zimbabwe  | 31,986                   |
| 1981-82   | Mark McNulty (2)        | Zimbabwe  | 67,054                   |
| 1980-81   | Mark McNulty            | Zimbabwe  | 50,192                   |
| 1979-80   | Gary Player (2)         | Sudafrica | 49,680                   |
| 1978-79   | Hugh Baiocchi           | Sudafrica | 19,804                   |
| 1977-78   | John Bland              | Sudafrica | 25,170                   |
| 1976-77   | Gary Player             | Sudafrica | 19,236                   |
| 1975-76   | Allan Henning (2)       | Sudafrica | 18,275                   |
| 1974-75   | Allan Henning           | Sudafrica | Punti basati sul sistema |
| 1973-74   | John Fourie             | Sudafrica | Punti basati sul sistema |
| 1972-73   | Dale Hayes              | Sudafrica | Punti basati sul sistema |
| 1971-72   | Tienie Britz            | Sudafrica | Punti basati sul sistema |